# Saint-Rirand
Saint-Rirand é uma comuna francesa na região administrativa de Auvérnia-Ródano-Alpes, no departamento de Loire. Estende-se por uma área de 16,43 km². Em 2010 a comuna tinha 139 habitantes (densidade: 8,5 hab./km²).